# Сезар (кінопремія, 1992)
17-та церемонія вручення нагород премії «Сезар» Академії мистецтв та технологій кінематографа за заслуги у царині французького кінематографу за 1991 рік відбулася 22 лютого 1992 року у Палаці Конгресу, (Париж, Франція).
Церемонія проходила під головуванням акторки Мішель Морган, розпорядником та ведучим виступив Фредерік Міттеран. Найкращим фільмом визнано стрічку Усі ранки світу режисера Алена Корно.
Починаючи з цієї церемонії короткометражні документальні та короткометражні ігрові стрічки об'єднані в загальну категорію: «Найкращий короткометражний фільм».

## Статистика
Фільми, що отримали декілька номінацій:
| Фільм                                                  | Номінації | Перемоги |
| ------------------------------------------------------ | --------- | -------- |
| • Ван Гог / Van Gogh                                   | 12        | 1        |
| • Усі ранки світу / Tous les matins du monde           | 11        | 7        |
| • Делікатеси / Delicatessen                            | 10        | 4        |
| • Спасибі, життя / Merci la vie                        | 7         | 1        |
| • Чарівна пустунка / La Belle Noiseuse                 | 5         | —        |
| • Я не цілуюся / J'embrasse pas                        | 3         | 1        |
| • Чудова епоха / Une époque formidable...              | 3         | —        |
| • Коханці з Нового мосту / Les Amants du Pont-Neuf     | 2         | —        |
| • Подвійне життя Вероніки / La Double Vie de Véronique | 2         | —        |

## Список лауреатів та номінантів
★Переможців виділено окремим кольором.

### Основні категорії
| Категорії                                       | Лауреати та номінанти                                                                                     | Лауреати та номінанти                                                                                     | Лауреати та номінанти                                                                                     |
| ----------------------------------------------- | --- | --- | --- |
| Найкращий фільм                                 | ★ Усі ранки світу / Tous les matins du monde (реж.: Ален Корно)                                           | ★ Усі ранки світу / Tous les matins du monde (реж.: Ален Корно)                                           | ★ Усі ранки світу / Tous les matins du monde (реж.: Ален Корно)                                           |
| Найкращий фільм                                 | • Чарівна пустунка / La Belle Noiseuse (реж.: Жак Ріветт)                                                 | | |
| Найкращий фільм                                 | • Спасибі, життя / Merci la vie (реж.: Бертран Бліє)                                                      | | |
| Найкращий фільм                                 | • Урга — територія кохання / Урга — территория любви (реж.: Микита Михалков)                              | | |
| Найкращий фільм                                 | • Ван Гог / Van Gogh (реж.: Моріс Піала)                                                                  | | |
| Найкраща режисерська робота                     | | ★ Ален Корно за фільм «Усі ранки світу»                                                                   | ★ Ален Корно за фільм «Усі ранки світу»                                                                   |
| Найкраща режисерська робота                     | • Андре Тешіне — «Я не цілуюся»                                                                           | | |
| Найкраща режисерська робота                     | • Жак Ріветт — «Чарівна пустунка»                                                                         | | |
| Найкраща режисерська робота                     | • Бертран Бліє — «Спасибі, життя»                                                                         | | |
| Найкраща режисерська робота                     | • Моріс Піала — «Ван Гог»                                                                                 | | |
| Найкращий актор                                 | | ★ Жак Дютрон — «Ван Гог» (за роль Вінсента Ван Гога)                                                      | ★ Жак Дютрон — «Ван Гог» (за роль Вінсента Ван Гога)                                                      |
| Найкращий актор                                 | • Іпполіт Жирардо — «Підвішене життя» (Hors la vie) (за роль Патріка Перро)                               | | |
| Найкращий актор                                 | • Жерар Жюньйо — «Чудова епоха» (Une époque formidable...) (за роль Мишеля Бертьє)                        | | |
| Найкращий актор                                 | • Жан-П'єр Мар'єль — «Усі ранки світу» (за роль Монсеньйора де Сент-Коломба)                              | | |
| Найкращий актор                                 | • Мішель Пікколі — «Чарівна пустунка» (за роль Едуарда Френгофера)                                        | | |
| Найкраща акторка                                | | ★ Жанна Моро — «Стара пані, що входить в море» (La Vieille qui marchait dans la mer) (за роль Леді М.)    | ★ Жанна Моро — «Стара пані, що входить в море» (La Vieille qui marchait dans la mer) (за роль Леді М.)    |
| Найкраща акторка                                | • Еммануель Беар — «Чарівна пустунка» (за роль Маріанни)                                                  | | |
| Найкраща акторка                                | • Жульєт Бінош — «Коханці з Нового мосту» (за роль Мішель Сталанс)                                        | | |
| Найкраща акторка                                | • Анук Грінбер (Anouk Grinberg) — «Спасибі, життя» (за роль Жоель)                                        | | |
| Найкраща акторка                                | • Ірен Жакоб — «Подвійне життя Вероніки» (за роль Вероніки / Веронік)                                     | | |
| Найкращий актор другого плану                   | | ★ Жан Карме — «Спасибі, життя» (за роль Раймонда (старого батька))                                        | ★ Жан Карме — «Спасибі, життя» (за роль Раймонда (старого батька))                                        |
| Найкращий актор другого плану                   | • Жан-Клод Дрейфус (Jean-Claude Dreyfus) — «Делікатеси» (за роль Клапе)                                   | | |
| Найкращий актор другого плану                   | • Тіккі Ольгадо (Ticky Holgado) — «Чудова епоха» (за роль Крайона)                                        | | |
| Найкращий актор другого плану                   | • Бернар Ле Кок — «Ван Гог» (за роль Тео ван Гога)                                                        | | |
| Найкращий актор другого плану                   | • Жерар Сеті (Gérard Séty) — «Ван Гог» (за роль доктора Гаше)                                             | | |
| Найкраща акторка другого плану                  | | ★ Анн Броше (Anne Brochet) — «Усі ранки світу» (за роль Маделін)                                          | ★ Анн Броше (Anne Brochet) — «Усі ранки світу» (за роль Маделін)                                          |
| Найкраща акторка другого плану                  | • Джейн Біркін — «Чарівна пустунка» (за роль Ліз)                                                         | | |
| Найкраща акторка другого плану                  | • Катрін Жакоб (Catherine Jacob) — «Спасибі, життя» (за роль Євангелін (молодої матері)                   | | |
| Найкраща акторка другого плану                  | • Валері Лемерсьє — «Операція „Тушонка“» (за роль Марі-Лоранс Граньянськи)                                | | |
| Найкраща акторка другого плану                  | • Елен Венсан — «Я не цілуюся» (за роль Евелін)                                                           | | |
| Найперспективніший актор                        | | ★ Манцель Блан (Manuel Blanc) — «Я не цілуюся»                                                            | ★ Манцель Блан (Manuel Blanc) — «Я не цілуюся»                                                            |
| Найперспективніший актор                        | • Гійом Депардьє — «Усі ранки світу» (за роль юного Марен Маре)                                           | | |
| Найперспективніший актор                        | • Лоран Гревіль (Laurent Grévill) — «Рік пробудження» (L'Année de l'éveil (film))                         | | |
| Найперспективніший актор                        | • Тома Лангманн — «Париж пробуджується» (Paris s'éveille)                                                 | | |
| Найперспективніший актор                        | • Чік Ортега (Chick Ortega) — «Чудова епоха»                                                              | | |
| Найперспективніша акторка                       | | ★ Жеральдін Пелас — «Сніг і полум'я» (La Neige et le Feu)                                                 | ★ Жеральдін Пелас — «Сніг і полум'я» (La Neige et le Feu)                                                 |
| Найперспективніша акторка                       | • Марі-Лор Дуньяк (Marie-Laure Dougnac) — «Делікатеси»                                                    | | |
| Найперспективніша акторка                       | • Марі Жиллен — «Мій тато — герой»                                                                        | | |
| Найперспективніша акторка                       | • Александра Лондон — «Ван Гог» (за роль Маргарити Гаше)                                                  | | |
| Найперспективніша акторка                       | • Ельза Зільберштейн — «Ван Гог» (за роль Кеті)                                                           | | |
| Найкращий оригінальний або адаптований сценарій | | ★ Жиль Адрієн (Gilles Adrien), Марк Каро та Жан-П'єр Жене — «Делікатеси»                                  | |
| Найкращий оригінальний або адаптований сценарій | • Бертран Бліє — «Спасибі, життя»                                                                         | | |
| Найкращий оригінальний або адаптований сценарій | • Ален Корно та Паскаль Кіньяр — «Усі ранки світу»                                                        | | |
| Найкращий оригінальний або адаптований сценарій | • Моріс Піала — «Ван Гог»                                                                                 | | |
| Найкраща музика до фільму                       | | ★ Жорді Саваль за музику до фільму «Усі ранки світу»                                                      | ★ Жорді Саваль за музику до фільму «Усі ранки світу»                                                      |
| Найкраща музика до фільму                       | • Карлос Д'Алессао (Carlos d'Alessio) — «Делікатеси»                                                      | | |
| Найкраща музика до фільму                       | • Збігнев Прайснер — «Подвійне життя Вероніки»                                                            | | |
| Найкраща музика до фільму                       | • Жан-Клод Петі (Jean-Claude Petit (compositeur)) — «Майрік»                                              | | |
| Найкращий монтаж                                | ★ Ерве Шнайд — «Делікатеси»                                                                               | ★ Ерве Шнайд — «Делікатеси»                                                                               | ★ Ерве Шнайд — «Делікатеси»                                                                               |
| Найкращий монтаж                                | • Клодін Мерлен (Claudine Merlin) — «Спасибі, життя»                                                      | | |
| Найкращий монтаж                                | • Мари-Жозеф Йойотт (Marie-Josèphe Yoyotte) — «Усі ранки світу»                                           | | |
| Найкраща операторська робота                    | ★ Ів Анжело — «Усі ранки світу»                                                                           | ★ Ів Анжело — «Усі ранки світу»                                                                           | ★ Ів Анжело — «Усі ранки світу»                                                                           |
| Найкраща операторська робота                    | • Даріус Хонджі — «Делікатеси»                                                                            | | |
| Найкраща операторська робота                    | • Жиль Анрі (фр.) та Еммануель Машуель (Emmanuel Machuel) — «Ван Гог»                                     | | |
| Найкращі декорації                              | ★ Жан-Філіп Карп та Мільєн Крека Клякович — «Делікатеси»                                                  | ★ Жан-Філіп Карп та Мільєн Крека Клякович — «Делікатеси»                                                  | ★ Жан-Філіп Карп та Мільєн Крека Клякович — «Делікатеси»                                                  |
| Найкращі декорації                              | • Мішель Вандестьєн — «Коханці з Нового мосту»                                                            | | |
| Найкращі декорації                              | • Філіп Паллю та Катя Вишкоп — «Ван Гог»                                                                  | | |
| Найкращі костюми                                | ★ Корінн Жоррі — «Усі ранки світу»                                                                        | ★ Корінн Жоррі — «Усі ранки світу»                                                                        | ★ Корінн Жоррі — «Усі ранки світу»                                                                        |
| Найкращі костюми                                | • Валері Поццо Ді Борго — «Делікатеси»                                                                    | | |
| Найкращі костюми                                | • Едіт Весперіні — «Ван Гог»                                                                              | | |
| Найкращий звук                                  | ★ П'єр Ґаме (Pierre Gamet), Жерар Ламп (Gérard Lamps), Анна Ле Кампіон та П'єр Верані — «Усі ранки світу» | ★ П'єр Ґаме (Pierre Gamet), Жерар Ламп (Gérard Lamps), Анна Ле Кампіон та П'єр Верані — «Усі ранки світу» | ★ П'єр Ґаме (Pierre Gamet), Жерар Ламп (Gérard Lamps), Анна Ле Кампіон та П'єр Верані — «Усі ранки світу» |
| Найкращий звук                                  | • Венсан Арнарді и Jérôme Thiault — «Делікатеси»                                                          | | |
| Найкращий звук                                  | • Жан-П'єр Дюре (Jean-Pierre Duret) та Франсуа Ґру (François Groult) — «Ван Гог»                          | | |
| Найкращий дебютний фільм                        | ★ Марк Каро та Жан-П'єр Жене — «Делікатеси»                                                               | ★ Марк Каро та Жан-П'єр Жене — «Делікатеси»                                                               | ★ Марк Каро та Жан-П'єр Жене — «Делікатеси»                                                               |
| Найкращий дебютний фільм                        | • Бернар Жиродо — «Інший» (фр.)                                                                           | | |
| Найкращий дебютний фільм                        | • Олів'є Шацький (Olivier Schatzky) — «Експрес удачі» (фр.)                                               | | |
| Найкращий дебютний фільм                        | • Мануель Санчес — «Змовники» (Les Arcandiers)                                                            | | |
| Найкращий дебютний фільм                        | • Патрік Бушіте (Patrick Bouchitey) — «Холодний місяць» (Lune froide)                                     | | |
| Найкращий короткометражний фільм                | ★ 25 грудня 58-го, 10 година 36 хвилина / 25 décembre 58, 10h36 (реж.: Діана Бертран)                     | ★ 25 грудня 58-го, 10 година 36 хвилина / 25 décembre 58, 10h36 (реж.: Діана Бертран)                     | ★ 25 грудня 58-го, 10 година 36 хвилина / 25 décembre 58, 10h36 (реж.: Діана Бертран)                     |
| Найкращий короткометражний фільм                | • Країна високих снігів / Haut pays des neiges (реж.: Бернард Паласіос)                                   | | |
| Найкращий короткометражний фільм                | • Герман Гайнцель, орнітолог / Hermann Heinzel, ornithologue (реж.: Жак Міч)                              | | |
| Найкращий короткометражний фільм                | • Сага про розчини / La saga des glaises (реж.: Давид Ферре та Олів'є Тері-Лапіне)                        | | |
| Найкращий фільм іноземною мовою                 | Бельгія ★ Тото-герой / Toto le héros (Бельгія, Франція, Німеччина, реж. Жако Ван Дормель)                 | Бельгія ★ Тото-герой / Toto le héros (Бельгія, Франція, Німеччина, реж. Жако Ван Дормель)                 | Бельгія ★ Тото-герой / Toto le héros (Бельгія, Франція, Німеччина, реж. Жако Ван Дормель)                 |
| Найкращий фільм іноземною мовою                 | США • Еліс / Alice (США, реж. Вуді Аллен)                                                                 | | |
| Найкращий фільм іноземною мовою                 | США • Той, що танцює з вовками / Dances with Wolves (США, реж. Кевін Костнер)                             | | |
| Найкращий фільм іноземною мовою                 | США • Мовчання ягнят / The Silence of the Lambs (США, реж. Джонатан Деммі)                                | | |
| Найкращий фільм іноземною мовою                 | США • Тельма і Луїза / Thelma & Louise (США, реж. Рідлі Скотт)                                            | | |

-->

### Спеціальні нагороди
| Нагорода         | Лауреати             | Лауреати        |
| ---------------- | -------------------- | --------------- |
| Почесний «Сезар» |                      | ★ Мішель Морган |
| Почесний «Сезар» | ★ Сільвестр Сталлоне |                 |